# Wu Bai

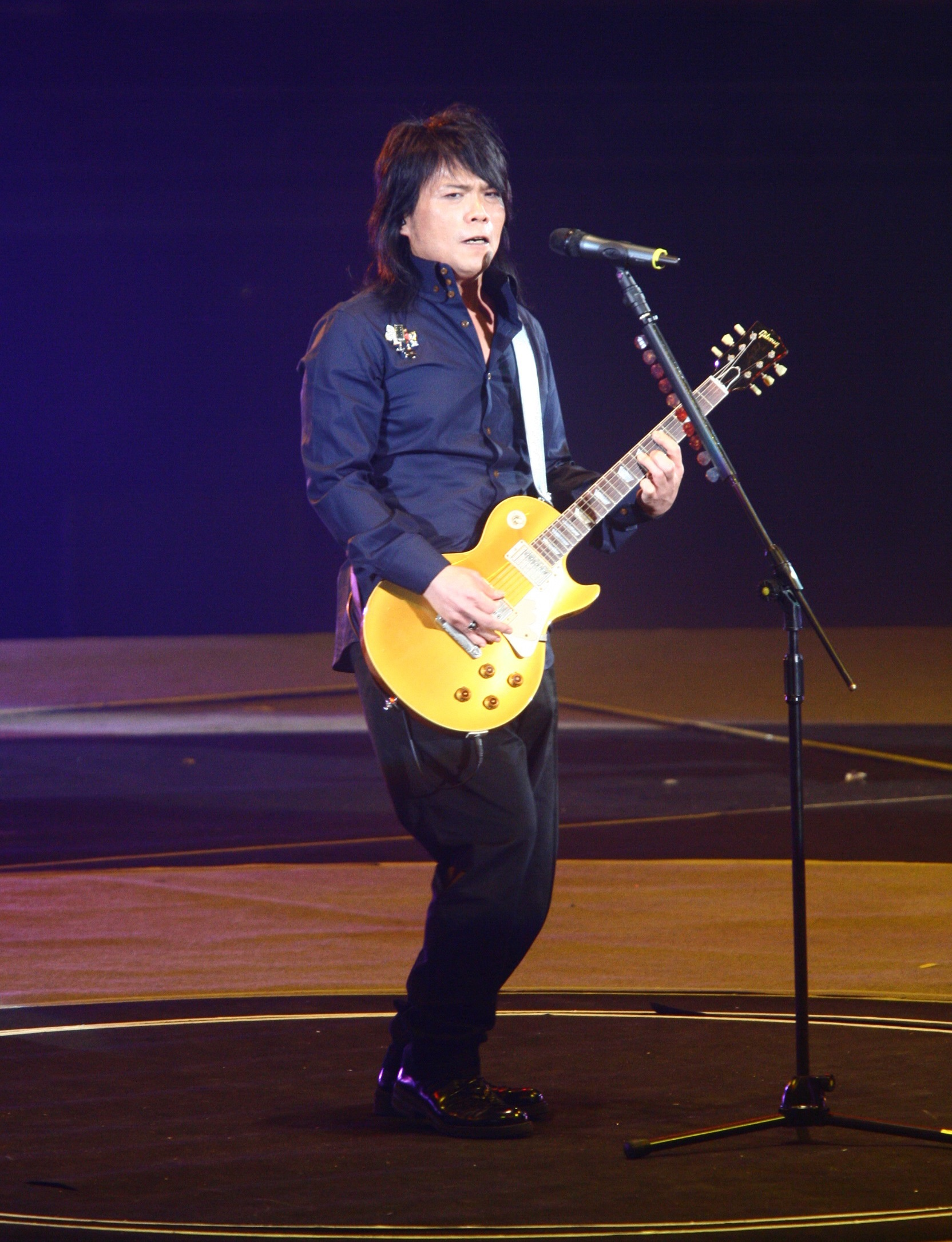
Wu Bai bei einem Konzert in Taipeh

Wu Bai (chinesisch 伍佰, Pinyin Wǔ Bǎi, Pe̍h-ōe-jī Gō·-pah); eigentlich Wu Junlin (chinesisch 吳俊霖, Pinyin Wú Jùnlín, Pe̍h-ōe-jī Ngô· Chùn-lîm; * 14. Januar 1968 in der Gemeinde Liujiao im Landkreis Chiayi, Taiwan) ist ein taiwanischer Rocksänger und Songwriter.

## Werdegang
Wu Bai wurde im zu der Gemeinde Liujiao gehörigen Dorf Suantou im Landkreis Chiayi in Südtaiwan geboren. Sein eigentlicher Name ist Wu Junlin. Sein Vater arbeitete in einer Zuckerfabrik, seine Mutter als Betelnuss-Verkäuferin. Wu Bai ließ sich Ende der 1980er Jahre in Taipeh nieder, wo er sich seinen Lebensunterhalt mit Gelegenheitsarbeiten verdiente und erste Schritte als Musiker unternahm. Im Jahr 1991 gründete er als Gitarrist und Sänger die Band China Blue. Ein Jahr später veröffentlichte er beim japanischen Label Pony Canyon sein erstes Album. Der erste Auslandsauftritt erfolgte 1996 in Hongkong. Seitdem haben sich Wu Bai und China Blue zu einer in Ostasien populären Band entwickelt.
Wu Bai stand bei den Labels Pony Canyon (1992), Magic Stone (1992–2001), Rock Records (1994–2002), Avex Taiwan (2003–2010) und Universal Music Taiwan (seit 2011) unter Vertrag. Des Weiteren wirkte er – zumeist in Nebenrollen – auch in einigen Spielfilmen mit oder schrieb Filmmusik. Im Jahr 2003 heiratete er seine Lebensgefährtin und Managerin Chen Wen-pey.

### Künstlername
Der Künstlername „Wu Bai“, wörtlich „fünfhundert“, soll ursprünglich ein Spitzname aus der Kindheit des Sängers gewesen und dadurch entstanden sein, dass der junge Wu einmal in der Highschool in fünf Prüfungen in Folge die Höchstpunktzahl 100, zusammengenommen 500 Punkte, erreicht habe.

## Musikstil
Wu Bai produziert vorwiegend Rockmusik, aber auch sanfteren Pop, und schreibt die Musik und die Texte seiner meisten Lieder selbst. Er singt sowohl in taiwanischer als auch in chinesischer Sprache. Außerhalb Taiwans ist er auch in anderen Ländern Ostasiens populär, wie z. B. in China, Malaysia oder Singapur.

## Diskografie

### Studioalben
- 愛上別人是快樂的事 Aishang bieren shi kuaile de shi, „Sich verlieben ist eine fröhliche Sache“, 1992
- 浪人情歌 Langren qingge, „Liebeslied eines Wanderers“, 1994
- 愛情的盡頭 Aiqing de jintou, „Das Ende der Liebe“, 1996
- 樹枝孤鳥 Shuzhi gu niao, „Einsamer Vogel auf einem Zweig“, 1998
- 世界第一等 Shijie di yi deng, „Das Beste der Welt“, 1998
- 白鴿 Bai ge, „Weiße Taube“, (1999)
- 夢的河流 Meng de heliu, „Der Traumfluss“, 2001
- 淚橋 Leiqiao, „Tränenbrücke“, 2003
- 雙面人 Shuangmian ren, „Mann mit zwei Gesichtern“, 2005
- GO PA 人面鯊 GO PA renmian sha, „GO PA der Hai mit Menschengesicht“, 2005
- 純真年代 Chunzhen shidai, „Jahre der Unschuld“, 2006
- 忘情 Wangqing, „Gefühllos“, 2007
- 太空彈 Taikong dan, „Weltraum-Bombe“, 2008
- 詩情搖滾 Shiqing yaoge, „Poesie-Rock“, 2009
- 單程車票 Dancheng chepiao, „Ticket für einfache Fahrt“, 2011
- 無盡閃亮的哀愁 Wujin shanliang de aichou, „Unendlich blitzender Kummer“, 2013

### Livealben
- 伍佰的LIVE Wu Bai de LIVE, „Wu Bai LIVE“, 1995
- 夏夜晚風 Xiaye wanfeng, „Wind in einer Sommernacht“, 1997
- 伍佰97亞洲巡弋紀念盤 Wu Bai 97 Yazhou xunyi jinian pan, „Wu Bais Asientournee '97“, 1997
- 空襲警報 Kongxi jingbao, „Fliegeralarm“, 1999
- 1999~2000真世界巡迴演唱會全紀錄 Zhen shijie xunhui yanchanghui quan jilu 1999-2000, „Die Zhen-Shijie-Tournee“, 2000
- 冬之火 Dong zhi huo, „Winterfeuer“, 2002
- 伍佰力 Wu Bai li, „Wu-Bai-Power“, 2004
- 2005厲害演唱會全紀錄 Lihai yanchanghui quan jilu 2005, „Konzerte 2005“, 2005
- 妳是我的花朵演唱會全紀錄 Ni shi wo de huaduo yanchanghui quan jilu, „Meine-Blume-Konzert“,2007

### Soundtracks und Sammlungen
- Dust of Angels (少年吔，安啦！ Shaonian ye, an la) (1992) – 2 Lieder
- Treasure Island (只要為你活一天 Zhi yao wei ni huo yi tian) (1993) – 2 Lieder
- Time and Tide (順流逆流 Shunliu niliu) (2000)
- Legend of the Sacred Stone (聖石傳說 Shengshi chuanshuo) (2000)

## Auszeichnungen für Musikverkäufe
| 3× Goldene Schallplatte - Taiwan - 1996: für das Album Aiqing de jintou (愛情的盡頭) - 1997: für das Album Xiaye wanfeng (夏夜晚風) |

Anmerkung: Auszeichnungen in Ländern aus den Charttabellen bzw. Chartboxen sind in ebendiesen zu finden.
| Land/RegionAuszeichnungen für Musikverkäufe (Land/Region, Auszeichnungen, Verkäufe, Quellen) | Gold     | Platin     | Verkäufe | Quellen    |
| -------------------------------------------------------------------------------------------- | -------- | ---------- | -------- | ---------- |
| Taiwan (RIT)                                                                                 | 2× Gold2 | 2× Platin2 | 718.612  | rit.org.tw |
| Insgesamt                                                                                    | 2× Gold2 | 2× Platin2 |          |            |